# Dichlormethan
Dichlormethan (zkratka DCM) nebo methylenchlorid je organická chemická sloučenina se vzorcem CH2Cl2. Je to bezbarvá, velmi těkavá kapalina s nasládlým zápachem. Je široce používán jako výborné rozpouštědlo a podle současného stavu znalostí je DCM jedna z nejméně zdraví škodlivých látek ze skupiny chlorderivátů uhlovodíků a je dobře mísitelný s většinou organických rozpouštědel.
Vyrábí se například touto reakcí:
CH4 + 2Cl2 → CH2Cl2 + 2HCl
Pokusy na zvířatech prokázaly spojení dichlormetanu s rakovinou plic, jater a slinivky břišní.
Dichlormethan se používá jako účinná složka odstraňovačů nátěrů. V EU však bylo v roce 2010 takové používání výrazně omezeno a prodej spotřebitelům zcela zakázán. Dalším užitím je proplachování kávových zrnek při výrobě kávy bez kofeinu evropským procesem.